# Dhyan Chand
Dhyan "Chand" Singh (hindijskim pisanjem: ध्यान 'चंद' सिंह) (Allahabad, Uttar Pradesh, Britanska Indija, 29. kolovoza 1905. — Delhi, Indija, 3. prosinca 1979.), češće nazivan samo Dhyan Chand (ध्यान चंद) je bivši indijski hokejaš na travi, po mnogima najbolji hokejaš na travi svih vremena. Igrao je na mjestu središnjeg napadača.

## Osnovni podatci
Pamti ga se po njegovim strelačkim sposobnostima i izvrsnim igrama, kako kao običnog igrača, tako i kasnije kao kapetana u momčadi.
Obitelj mu je iz Gwaliora, grada na sjeveru indijske države Madhya Pradesh.
Stric je indijskog reprezentativca Chandrashekhara. Stariji je brat slavnog indijskog hokejaša Roopa Singha i Baisa Rajputa. Njegov otac Subedar Sameshwar Dutt Singh je bio djelatnom vojnom osobom, a također je igrao hokej na travi.
Nadimak 'चंद' odnosno "Chand" (u doslovnom prijevodu: Mjesec) mu je dao njegov prvi trener Pankaj Gupta koji je predvidio da će Dhyan Singh postati sjajnim igračem ("sjajnim kao Mjesec"). Dhyan Singh je i danas predmetom obožavanja i mnoštvo legendâ o njemu kruži u području indijskog športa.

## Rana mladost
Dhyan Chand Singh se rodio 29. kolovoza 1905. godine u Allahabadu u indijskoj državi Uttar Pradesh. Njegov otac Sameshwar Dutt Singh je bio profesionalni vojnik u Indijskoj Vojsci u kojoj se bavio i hokejem na travi. Chand je imao dvoje braće - Moola i Roopa. Budući da mu je otac po službenoj dužnosti često puta mijenjao boravište, obitelj mu se selila u razne gradove i tako Dhyan nije mogao kvalitetno učiti. Stoga je morao prekinuti obrazovanje u 6. razredu. Obitelj mu se konačno skrasila u gradu Jhansiju. Budući da je bio profesionalni vojnik, Dhyanov je otac dobio malo zemljište za kuću.
Mladi Dhyan Singh nije ozbiljno naginjao športu, iako je volio hrvanje. Izjavio je da se ne sjeća je li ikad spomena vrijedno igrao hokej prije nego što se priključio vojsci. Hokej je igrao ponekad s prijateljima u Jhansiju.
Dhyan Chand se priključio Indijskoj Vojsci u dobi sa 16 godina, 1922. godine. Subedar-Major Bale Tiwari je primijetio njegovo driblersko umijeće. Tiwari je bio hokejaški zanesenjak i odmah je prepoznao Dhyanov dar. Postao je njegovim mentorom i postavio je temelje njegovoj igri.

## Karijera

### Početno razdoblje
Dhyan Singh je između 1922. i 1926. godine isključivo u vojsci hokej na travi i to vojne i regimentalne utakmice. Chanda se jednom izabralo za izabrani sastav Indijske Vojske koji je trebao ići na turneju po Novom Zelandu. Indijski je izabrani sastav pobijedio u 18 susreta, neriješeno je odigrao 2 i izgubio samo 1 susret, a pohvale su stizale od svih gledatelja. U dvjema prijateljskim susretima protiv izabranog novozelandskog sastav su Indijci pobijedili u prvom i tijesno izgubili u drugom. Nakon što se vratio u Indiju, Chand je odmah promaknut u čin lancea naika.
Nakon što se uspješno sprovelo ponovno uvođenje hokeja na travi na Olimpijske igre, novoformirana Indijska hokejska federacija (IHF) je izvršila pripreme da bi poslala svoj najbolji sastav na OI 1928. godine u Amsterdam. Godine 1925. se odigrao međuprovincijski turnir da bi se izabralo indijsko predstavništvo u hokeju na travi. Sudjelovalo je 5 sastava: Ujedinjene Pokrajine (UP), Pandžab, Bengal, Rajputana i Središnje pokrajine i Berar. Chandu je vojska dopustila igrati za sastav Ujedinjenih pokrajina.
U svojoj prvoj utakmici 14. veljače 1928. godine su Uj. pokrajine igrale neriješeno s Pandžabom 3:3. To je bio prvi Chandov susret u nevojnom hokeju. U susretima što su uslijedili su Uj. pokrajine pobijedile i izborile završnicu, u kojoj su pobijedile protiv Rajputane, a Chand je postigao pogodak. Prema listu The Statesman iz Kalkute:
Ujedinjene Pokrajine su bile momčad koje su ostavile najveći utisak od svih 5 sastava koji su sudjelovali na turniru i potpuno su zaslužile svoj uspjeh. Ujedinjene Pokrajine su pobijedile u završnom susretu doslovno u prvih 7 minuta kad su postigli 2 pogotka.
Napadački red Ujedinjenih Pokrajina se u svim susretima pomicao precizno i glatko i to je odigralo veliku ulogu u njihovom uspjehu na turniru. Dhyan Chand kao središnji napadač i Marthins kao unutarnji desni su bili osobito sretni u međusobnom razumijevanju. Dhyan Chand je privlačio pozornost svojim vještim rukovanjem štapom. Njegove prodorne trke i točna dodavanja su izgleda osigurali mu mjesot u sastavu koji će sudjelovati na OI.
Već na samom početku utakmice je bilo razvidno da je Dhyan Chand u najboljem izdanju. U kombinaciji s Marthins je odvlačio lopticu prema desno i Marthins je odigrao dobro tako da mu je dobro dodao. Brz kao munja, Dhyan Chand je postigao pogodak. Loptica je udrila o štap jednog od obrambenih igrača i otišla u mrežu, ne davši nikakvu šansu vrataru Collieu. Pogodak unutar 3 minute od početka je bilo mnogo više nego što su najoptimističniji navijači Ujedinjenih Pokrajina mogli očekivati. Do kraja, Uj. Pokrajine su vodile tri prema nula.

S druge strane je Rajputana uložila svu snagu da bi postigla pogodak. Uj. Pokrajine 3 - Rajputana 1.
Poneseni uspjehom turnira, odlučilo se da ga se održava svake dvije godine. Nakon što se odigralo još dvije utakmice između kandidata, objavilo se sastav olimpijskog predstavništva koje je u svom sastavu imalo Chanda, a sve ih se skupilo u Bombaju. Za kapetana se izabralo centarhalfa Broomea Erica Pinnigera. Indijski hokejaški savez (IHF) je u početku bio vrlo tankog proračuna, jer su se pokrajine Bombaj, Madras i Burma oglušile o njegove novčarske zamolbe, no ipak je nekako namaknio dovoljno novca. Olimpijska reprezentacija je onda odigrala susret protiv Bombaja XI i iznenađujuće izgubila 2:3, iako je Singh postigao oba pogotka za Indiju. Izabrani sastav je utiho otputovao za Englesku 10. ožujka da bi odigrao 11 susreta protiv mjesnih sastava i da bi sudjelovao na festivalu Folkestone. Pobijedili su na svima. Naposljetku je 24. travnja indijski sastav stigao u Amsterdam na turneju po Beneluksu. U svim predolimpijskim pripremnim susretima protiv mjesnih nizozemskih, njemačkih i belgijskih momčadi je indijsko predstavništvo pobijedilo s velikom razlikom pogodaka.

### OI 1928. godine u Amsterdamu
Indija je na OI 1928. godine u Amsterdamu bila u skupini "A" s Austrijom, Belgijom, Danskom i Švicarskom. Daba 17. svibnja je indijski sastav igrao svoju prvu utakmicu na OI. To je bilo protiv Austrije, a pobijedili su sa 6:0. Chand je postigao 3 pogotka. Idućeg dana je Indija pobijedila Belgiju s 9:0. Chand je postigao 1 pogodak. Dana 20. svibnja je Danska izgubila od Indije s 0:5, a Chand je postigao 3 pogotka. Dva dana poslije je postigao 4 pogotka u Indijinoj pobjedi protiv Švicarske od 6:0 u poluzavršnici.
Završnica se igrala 26. svibnja. Indija je igrala protiv domaćina, Nizozemske. Najbolji indijski igrači su se bili razbolili: Feroze Khan, Ali Shaukat i Kher Singh, a i sami Chand je bio bolestan. Unatoč svemu tome, čak i s golim kosturom od momčadi, Indija je pobijedila domaćine 3:0, od čega je Chand Singh postigao 2. Indija je osvojila svoje prvo zlatno odličje. Vratar Richard Allen je postavio jedinstveni rekord time što nije primio niti jedan pogodak na cijelom turniru. Dhyan Singh je bio uvjerljivo najbolji strijelac turnira s 14 postignutih pogodaka u 5 susreta. Novinsko izvješće o indijskom trijumfu je reklo,
Ovo nije hokej, ovo je čarolija. Dhyan Chand je u stvari hokejski čarobnjak.
Kad se indijska reprezentacija vratila u Indiju, dočekale su ju tisuće ljudi u bombajskoj luci, u usporedbi s 3 čovjeka koji su ju ispratili na Olimpijske igre.

### OI 1932. godine i turneje
Poslan u Waziristan u Sjeverozapadnu Graničnu Pokrajinu (danas u Pakistanu) sa svojom novom 2/14 pandžabskom regimentom, Chanda Singha su odsjekli od Indijskog hokejaškog saveza kojeg su u međuvremenu preuzele civilne osobe pod svoj nadzor. Međupokrajinski turnir se održavao da bi se izabralo novi sastav koji će predstavljati Indiju na OI.
Indijski hokejaški savez je pisao vojnom odboru za šport neka omogući Singhu odlazak da bi sudjelovao na natjecanjima za Indiju. Njegova je postrojba to odbila. Chand Singh je primio vijest da ga je izabrao Indijski hokejaški savez bez ikakvih formalnosti. Ostali članovi reprezentacije su morali dokazati svoja umijeća na međupokrajinskom turniru, kojeg je osvojio Pandžab. Kao takav, 7 igrača iz Pandžaba su zaigrala za indijsku olimpijsku reprezentaciju. Pored Dhyana Chanda Singha, iz sastava olimpijskih prvaka iz 1928. godine su ostali Broome Eric Pinnigar, Leslie Hammond i Richard Allen. Dhyanov brat Roop Singh se uključilo u sastav. Lala Shaha Bokharija se izabralo za kapetana.
Olimpijska reprezentacija je nakon toga odigrala pripremne susrete u Indiji prije nego što se zaputila u Colombo. U dvama susretima u Cejlonu, pobijedili su sastav "All Ceylon XI" s 20:0 i 10:0. Jedne su novine napisale o prvom susretu "Savršenstvo je opasno, jer iskušava bogove. Ipak, jednom se i ovo pokazalo pogrešnim jer je i bog vremena odao poštovanje genijalnosti indijskih igrača. Kišni oblaci koji su zaprijetili da će pokvariti igru nestali su u plavetnilu i tisuće gledatelja su provele sretnih sat vremena diveći se neusporedivom umijeću indijskog sastava."
Indijci su zaplovili put San Francisca 30. svibnja i doplovili su 6. lipnja. Došli su u Los Angeles tri tjedna prije ceremonije otvaranja Olimpijskih igara koja je trebala biti 30. srpnja. Dana 4. kolovoza 1932. godine je Indija odigrala svoj prvi susret protiv Japana i pobijedila s 11:1. Dhyan Chand Singh, Roop Singh i Gurmit Singh su postigli po tri pogotka, a Dickie Carr jedan. U završnici koja se igrala 11. kolovoza je Indija igrala protiv domaćina SAD-a. Pobijedila je 24:1 što je to onda bio svjetski rekord i obranili zlato s prošlih igara. Dhyan Chand Singh je postigao 8 pogodaka, Roop Singh 10, Gurmit Singh 5 i Pinniger jedan. Zapravo su Dhyan Chand Singh i brat mu Roop postigli 25 od 35 indijskih pogodaka. Zbog ovog su dobili naziv "hokejaški bliznaci".
Jedne losanđeleske novine su pisale "Sveindijski hokejaški sastav koje je G. D. Sondhi doveo u Los Angeles braniti njihov naslov olimpijskog prvaka je bio kao tajfun s istoka. Pregazili su i samo što nisu pomeli s Olimpijskog stadiona jedanaestoricu igrača koji su predstavljali SAD."
Reprezentacija se potom zaputila na turneju po Sjedinjenim Državama. Dana 20. kolovoza su odigrali susret protiv sastava United States XI koji je bio skoro isti sastav s kojim su igrali u Los Angelesu. Čak i nakon što su posudili Amerikancima svog drugog vratara Arthura Hinda za drugo poluvrijeme, Indijci su pobijedili 20:1.
Nakon što su zaplovili iz New Yorka, indijsko je predstavništvo stiglo u Englesku. Krenuli su u intenzivnu turneju, odigravši devet susreta u raznim državama unutar dva tjedna, počevši od 2. rujna. Odigrali su četiri međunarodne utakmice, protiv Nizozemske, Njemačke, Čehoslovačke i Mađarske. Došli su do Cejlona i Indija, odigravši mnoštvo utakmice da bi platili svoje troškove. Turneju su zaključili s 37 susreta, 34 pobjede, 2 neriješene i jednom se napustilo utakmicu. Dhyan Chand Singh je postigao 133 od 338 indijskih pogodaka.

### Kapetanstvo i OI 1936. godine
Godine 1933. je Chandov sastav Jhansi Heroes sudjelovao na Beightonovom kupu kojeg je Chand smatrao najprestižnijim od svih indijskih hokejaških turnira. Kasnije je rekao 
Da me itko pitao koja je bila najbolja utakmica koju sam igrao, bez oklijevanja bih rekao da je to bila završnica Beightonovog kupa 1933. godine između Calcutta Customsa i Jhansi Heroesa. Calcutta Customs je bila velika momčad u ono vrijeme; imali su Shaukata Alija, Asada Alija, Claudea Deefholtsa, Seamana, Mohsina i mnoge druge koji su onda bili u prvom razredu indijskog hokeja. Moj sastav je bio vrlo mlad. Pored mog brata Roopa Singha i Ismaila, koji je igrao za Great Indian Peninsular Railway u Mumbaiju, nisam imao ni jednog velikog igrača u sastavu. Ali imao sam momčad koja je bila odlučna napraviti nešto ili umrijeti. Bila je to velika utakmica, puna ushita i jeze. Customsi su žestoko pritiskali i naša vrata su bila izložena njima na milost i nemilost. Iznenada sam se probio i sa sredine igrališta napravio dugo dodavanje prema Ismailu koji je pretrčao brzinom Jesseja Owensa pola igrališta. Izbio je nesporazum između Customsovog lijevog halfa i vratara, a Ismail je to potpuno iskoristio, prošao je kroz i postigao jedini pogodak na utakmici. Bili smo vrlo ponosni na naš trijumf.
U Calcutti su Heroesi osvojili i turnir koji je bio otvoren samo indijskim klubovima, Lakshmibilas Cup. Godine 1935. su obranili naslov osvajača Beightonova kupa, no nisu to uspjeli i iduće godine.
Prosinca 1934. godine je Indijski hokejaški savez odlučio poslati sastav na Novi Zeland za Novu godinu. Dhyan Chand Singh i njegov brat su bili odmah izabrani. Kad je Nawab iz Manavadara odbio igrati, Chand je dobio kapetansku vrpcu. Iduće turneje, sastav je odigrao ukupno 48 utakmica, 28 na Novom Zelandu i ostatak u Indiji, na Cejlonu i Australiji. Indija je pobijedila na svim utakmicama, postigavši 584 pogotka i primivši samo 40 pogodaka. Chand je odigrao 43 od tih 48 susreta i postigao je ukupno 201 pogodak.
Po povratku u Indiju se Chand vratio svojim dužnostima u vojarni. Prosinca 1935. godine je indijski hokejaški savez odlučio organizirati međupokrajinski turnir da bi izabrali olimpijsku reprezentaciju. Chandu opet vojne vlasti nisu dopustile napustiti postrojbu, no unatoč tome ga je Savez odmah izabrao neglede toga što nije odigrao turnir. Konačni sastav se sakupio u Delhiju 16. lipnja i odigrao susret protiv sastava Delhi Hockey XI. Začudo, od njih su izgubili s 4:1. Nakon ovog neslavnog početka, indijski je izabrani sastav krenuo na uspješnu turneju po potkoninentu, konačno se zaputivši put Marseillesa 27. lipnja. Stigli su 10. srpnja i nakon neudobnog putovanja u trećerazrednom smještaju su stigli u Berlin 13. srpnja. Dana 17. srpnja je indijsko predstavništvo odigralo pripremni susret protiv Njemačke i izgubilo 4:1. Zbog toga je voditelj indijskog sastava Pankaj Gupta obavijestio matični savez da im se treba odmah poslati Alija Daru u Njemačku da bi zamijenio Mirzu Masooda koji je bio izvan forme.
Dana 5. kolovoza je Indija u prvoj utakmici pobijedila Mađarsku s 4:0, a nakon toga i preostale susrete u skupini: SAD 7:0 (Chandova 2 pogotka) i Japan 9:0 (Chandova 4 pogotka). Dana 10. kolovoza je stigao Ali Dara. Četvrti susret indijske reprezentacije je bila poluzavršnica protiv Francuske koju su pobijedili s 10:0, u čemu je Chand sudjelovao s 4 postignuta pogotka. Njemačka je s druge strane, pobijedila Dansku 6:0, Afganistan 4:1 i u doigravanju Nizozemsku 3:0. Tako su se u završnici Olimpijskih igara srele Indija i Njemačka. Utakmica se igrala 15. kolovoza.
Ujutro dana kad se igrala završnica, cijela je momčad bila živčana jer su znali da su izgubili od Nijemaca kad su se zadnji put bili sreli s njima. Onda je voditelj indijskog sastava Pankaj Gupta u svlačionici prikazao kongresnu trobojnicu. Momčad ju je pozdravila, pomolila se i izašla na igralište. Njemačka momčad je uspješno držala Indijce na samo jednom postignutom pogotku u prvom poluvremenu. No, nakon odmora, Indijci su pokrenuli sveopći napad, jednostavno pobijedivši Nijemce s 8:1, pri čemu je pogodak kojeg su im dali Nijemci bio jedini kojeg su primili na olimpijskom turniru. Chand je bio najboljim strijelcem na utakmici s 3 pogotka, Dara je postigao 2 te Roop Singh, Tapsell i Jaffar po jedan. 
Ova utakmica je ušla i u film Leni Riefenstahl na temu OI 1936. godine, Olympia. Sveukupno je Dhyan Singh na tri olimpijska turnira postigao 33 pogotka u 12 utakmica.

### Istočnoafrička turneja i završni turniri
Po povratku iz Berlina se vratio u regimentu. U razdoblju od 1936. do početka rata 1939. godine se Dhyan Singh se dosta posvetio vojnom hokeju na travi. Uz to je jednom posjetio Calcuttu dabi sudjelovao u Beightonovom kupu 1937. godine. Nakon toga je proveo četiri mjeseca u vojnom kampu u Pachmarhi da bi nazočio vojnoj naobrazbi. Kasnije je promaknut u poručnika.
Kada je rat bio u završnim fazama, Dhyan Singh je vodio vojni sastav koji je putovao po bojištima u Manipuru, Burmi, Dalekom Istoku i Cejlonu. Kad je rat završio 1945. godine, Singh je odlučio da su indijskom hokejaškom sastavu potrebni novi mladi igrači. Dana 1947. godine je Azijska športska asocijacija (ASA) istočne Afrike zatražila da Indijski hokejaški savez pošalje sastav koji bi odigrao nekoliko utakmica. Neuobičajeno za dotadašnju praksu, ASA je to uvjetovala time da Dhyan Singh bude dijelom te momčadi i tako je Singh još jednom zaigrao za Indiju i bio izabranim kapetanom.
Momčad se skupila u Bombaju 23. studenog 1947. godine i odigrala susret protiv izabranog bombajskog sastava. Bombaj je pobijedio s 2:1. Znajući da je Bombaj čak pobijedio jedan olimpijski sastav, nisu bili prenesretni i zaputili su se prema istočnoj Africi 6. prosinca. Doplovili su u Mombasu 15. prosinca i odigrali 28 utakmica u Britanskoj Istočnoj Africi pobijedivši redom sve protivnike. Dhyan Singh je unatoč tome što je već bio u 40-ima uspio postići 61 pogodak u 22 susreta.
Nakon što su se vratili s istočnoafričke turneje početom 1948. godine je Chand odlučio postupno se povući iz "ozbiljnog hokeja". Igrao je egzibicijske susrete, vodeći sastav Ostatka Indije protiv državnih sastava, kao i indijske olimpijske reprezentacije iz 1948. koja je pobijedila Chandov sastav s 2:1, pri čemu je za ondašnje vrijeme ostarjeli Chand postigao jedini pogodak za svoju momčad. Chandov posljednji susret je bio za Ostatak Indije u utakmici protiv Bengala. Utakmica je završila neriješeno, nakon čega je Bengalski hokejaški savez ustrojio javnu funkciju da bi nagradila Singhove zasluge za indijski hokej.

## Poslije završetka igračke karijere
Godine 1956. se u dobi od 51 godine vojno umirovio u činu bojnika. Indijska vlada ga je odlikovala odličjem Padma Bhushan, indijski 3. po visini civilnim odličjem. Do danas je Dhyan Singh jedini hokejaš na travi koji ga je primio. 
Nakon što se umirovio, predavao je u trenerskim kampovima u Mount Abuu u Rajasthanu. Kasnije je prihvatio dužnost glavnog hokejaškog trenera pri Nacionalnom športskom institutu u Patiali. Na tom je mjestu ostano nekoliko godina. Svoje zadnje dane je Singh proveo u svom gradu Jhansiju.
Dyhan Singh je bio kritičarem stanja u kojeg je zapao indijski hokej.
Svjedočio je polaganom padu indijskog hokeja. Tako je doživio i to da je Indija zauzela tek 7. mjesto na OI 1976. godine u Montrealu. Onda je u indijskom sastavu igrao i njegov sin Ashok Kumar Singh.
Dhyan Chand Singh je umro 3. prosinca 1979. godine u Delhiju, na Sveindijskom institutu medicinskih znanosti. Tijelo mu je spaljeno na igralištu njegovog kluba Jhansi Heroes u njegovom gradu, iako je prvotno bilo problema da bi se dobilo dopuštenje za to. Njegova regimenta, Pandžabska regimenta mu je dala punu vojnu počast.

### Nasljeđe
Čak i danas je Dhyan Chand Singh legendom u indijskom i svjetskom hokeju na travi. Njegova zadivljujuća umježa se slavilo u apokrifnim pričama i anegdotama.
Veliki broj tih legenda kruži oko činjenice da je Singh čarobnjački vodio loptu. Mnogi tvrde da su mu na OI 1936. godine njemačke službene osobe slomile njegov hokejaški štap da bi potražili unutra magnet i pokušali se utješiti govoreći da je stavio neku vrstu ljepila. 
Indijska pošta je izdala poštansku marku u čast ovom igraču 3. prosinca 1980. godine na prvu obljetnicu njegove smrti. Također se i na ulazu u Nacionalni stadion Dhyan Chand u New Delhiju koji nosi ime njemu u čast nalazi spomenik podignut njemu u čast. Još jedan spomenik je podignut u Medaku u indijskoj državi Andhra Pradesh 2005. godine.
Chandov rođendan, 29. kolovoza, se slavi kao Nacionalni športski dan u Indiji. Na taj nadnevak predsjednik Indije dodjeljuje športske nagrade kao što su Rajiv Gandhi Khel Ratna, Arjuna i Dronacharya u Rashtrapati Bhavanu. 
Indijska najviša nagrada za životno djelo u području športa je nagrada Dhyan Chand koja se dodjeljuje godišnje počevši od 2002. godine. Dodjeljuje se športskim osobama koje pridonose športu ne samo dok su aktivnim športašima, nego i nakon što se i povuku iz aktivnog športa.

## Sudjelovanja na velikim natjecanjima
Osvojio je zlatno odličje na hokejaškom turniru na Olimpijskim igrama 1928. godine u Amsterdamu, Los Angelesu 1932. godine i Berlinu 1936. godine igrajući za Britansku Indiju. 
Na OI 1928. godine je igrao 5 susreta. Bio je najboljim strijelcem na turniru. Postigao je 14 pogodaka, skoro trostruko od najbližih pratitelja na popisu najboljih strijelaca.
Na OI 1932. godine je igrao oba susreta i postigao je 11 pogodaka. Budući da su na tim igrama Chand i njegov brat Roop na tim igrama postigli 24 od 35 indijskih pogodaka, prozvalo ih se "hokejaškim bliznacima".
Na OI 1936. godine je igrao 5 susreta i postigao je 8 pogodaka.

## Nagrade i priznanja
Godine 1956. je dobio nagradu Padma Bhushan, indijsko treće po visini civilno odlikovanje.

## Vanjske poveznice
- Profil na Sports Reference.com  Arhivirana inačica izvorne stranice od 3. svibnja 2010. (Wayback Machine)

### Ostali projekti
|  | Zajednički poslužitelj ima stranicu o temi Dhyan Chand |